# Laishevo
55°24′01″N 49°32′48″E / 55.4003, 49.5467
Laíshevo (ruso: Лаишево; tártaro: Layış), localidad tártara de 7730 habitantes según el censo ruso de 2002 (7.067, según el soviético de 1989). Está situada al sudeste de Kazán, a la orilla del embalse de Kúibyshev.
Se le volvió a dar el título de ciudad en 2004. 